# Cedella Booker
Pour les articles homonymes, voir Booker (homonymie).
Cedella Marley Booker (née le 23 juillet 1926, morte le 10 avril 2008) est une chanteuse musicienne et écrivaine de la Jamaïque. Elle est célèbre pour être la mère de Bob Marley.

## Biographie
Booker née Cedilla Editha Malcolm à Rhoden Hall, paroisse de Saint Ann, Jamaïque, fille d'Albertha Whilby et d'Omeriah Malcolm, un agriculteur, "médecin de brousse", et l'un des résidents les plus respectés de Nine Miles . Son grand-père paternel est Robert "Uncle Day" Malcolm, descendant des esclaves Coromantee (ou Akan ) expédiés en Jamaïque depuis la Côte de l'Or, aujourd'hui connue sous le nom de Ghana, à la fin du XVIIe siècle et au début du XVIIIe siècle.
À 18 ans, Cedella Malcolm épouse Norval Sinclair Marley, 59 ans, un Jamaïcain blanc d'origine anglaise et juive syrienne présumée , dont la famille paternelle vient d' Angleterre. La famille de sa mère, Ellen Marley (née Bloomfield), est originaire du Levant. Booker tombe enceinte de son fils, Robert Nesta (dont le deuxième prénom « Nesta » signifie « messager sage »). Bob a dix ans lorsque Norval décède d'une crise cardiaque en 1955 à l'âge de 70 ans. Cedella et Bob déménagent ensuite à Trenchtown, un quartier pauvre de Kingston . C'est le seul endroit où Booker peut se permettre de vivre à l'époque, étant une jeune femme déménageant seule de la campagne à la grande ville.
Alors qu'ils vivent à Trenchtown, Booker donne naissance à une fille, Claudette Pearl, avec Taddeus Livingston, le père de Bunny Livingston – alias Bunny Wailer – qui forme le trio original des Wailers avec Bob Marley et Peter Tosh en 1963. Elle épouse ensuite Edward Booker, un fonctionnaire américain, et réside d'abord dans le Delaware, où elle donne naissance à deux autres fils, Richard et Anthony, avec Booker. Après la mort d'Edward Booker en 1976, Cedella a déménage à Miami, en Floride, où elle est présente sur le lit de mort de son célèbre fils. Booker vit ensuite à Miami pour le reste de sa vie.
En 1993, Booker conçoit et créé ce qu'on appelle aujourd'hui le 9 Mile Music Festival, un événement musical annuel organisé chaque année depuis à Miami pour aider à maintenir vivant le message de paix, d'amour et d'unité de Bob Marley. Dans le cadre des frais d'admission au festival de musique, les participants apportent des conserves qui sont collectées et données pour aider à nourrir les nécessiteux de la région de Miami par le biais de diverses organisations caritatives locales.
Appelée "la gardienne de la flamme", Booker se laisse pousser des dreadlocks, adopte son petit-fils Rohan Marley, le fils de Bob Marley et Janet Hunt, et joue parfois en concert avec les enfants de Marley, Ky-Mani, Ziggy, Stephen, Damian et Julian Marley. Plus tard, elle sort les albums de musique Awake Zion et Smilin' Island of Song. Cedella Booker participe aux festivités à Addis-Abeba, en Éthiopie, commémorant le 60e anniversaire de Marley en 2005. Elle écrit également deux biographies de Marley.
Booker décède dans son sommeil à l'âge de 81 ans à Miami, en Floride, le 8 avril 2008 de cause naturelle.

## Livres
- Bob Marley, My Son, Taylor Trade Publishing,  (ISBN 978-0-87833-298-4)
- Bob Marley: An Intimate Portrait by His Mother, Penguin Books (UK),  (ISBN 978-0-14-025814-1)

## Albums
- Awake Zion(1991)
- Smilin' Island of Song.(1992)